# Lipnice nad Sázavou
Lipnice nad Sázavou – miasto, położone ok. 12 km na zachód od miasta Havlíčkův Brod, w powiecie Havlíčkův Brod, w kraju Wysoczyna.
Według danych z 1 stycznia 2024, liczba mieszkańców miasta wynosi 701 osób (2171. miejsce w kraju wśród miejscowości; 591. miejsce wśród miast ex aequo z miastem Krásno).

## Historia
Pierwsza wzmianka o miejscowości pochodzi z roku 1226. Dotyczy ona jednak historycznej miejscowości Lipnice, dzisiejszego Dolnego Miasta (Dolní Město). „Górna” Lipnice była założona wraz z budową zamku, na początku XIV w. W 1370 roku Lipnice otrzymała prawa miejskie i stała się dość ważną fortyfikacją. Losy miejscowości są związane z historią zamku. Z tego powodu miasto uległo zniszczeniom podczas wojny trzydziestoletniej, podczas prób zdobycia zamku w roku 1646. Od tego czasu znaczenie miasta malało, a w pożarze w roku 1869 spłonął zarówno zamek, jak i zabudowania miejskie. Współcześnie Lipnice nad Sázavou jest ważnym obiektem turystycznym.
| Rok                | 1869 | 1880 | 1890 | 1900 | 1910 | 1921 | 1930 | 1950 | 1961 | 1970 | 1980 | 1991 | 2001 |
| ------------------ | ---- | ---- | ---- | ---- | ---- | ---- | ---- | ---- | ---- | ---- | ---- | ---- | ---- |
| Liczba mieszkańców | 1415 | 1420 | 1314 | 1282 | 1353 | 1268 | 1186 | 962  | 989  | 848  | 706  | 620  | 614  |

## Zabytki
- Zamek, częściowe ruiny
- Gospoda U české koruny
- Dom-pomnik Jaroslava Haška
- Grób Jaroslava Haška
- Rzeźba Jaroslava Haška
- Grób poległych w czasie I wojny światowej
- Kościół św. Wita w rynku
- Rzeźba św. Jana Nepomucena i rzeźba Immaculaty w rynku
- Ruina Białej Wieży
- Część Dolnej (Humpoleckiej) Bramy
- Dzwonnica
- Rzeźba św. Floriana na Floriánku
- Kapliczka św. Antoniego na Białej Wieży

## Części gminy
- Lipnice nad Sázavou
- Vilémovec

## Regularne imprezy
Każdego roku w Lipnicy odbywa się kilka imprez muzycznych i kulturalnych:
- Lipnické hradovánky – impreza na zamku, z tańcem, teatrem, ogniami i muzyką
- Haškova Lipnice
- Rej noci Svatojánské (Taniec Nocy Świętojańskiej)
- Rocková Lipnice
- Lipnický mantl
- Kvílení – odbywa się od 2005 r. końcem sierpnia, w roku 2008 miało miejsce również w zimie (Zimní Kvílení)

### Regularne imprezy w przeszłości
- na przełomie lipca i sierpnia na zamku odbywał się zjazd veloreksów. W roku 2009 odbył się po raz dziesiąty i ostatni.

## Zdjęcia

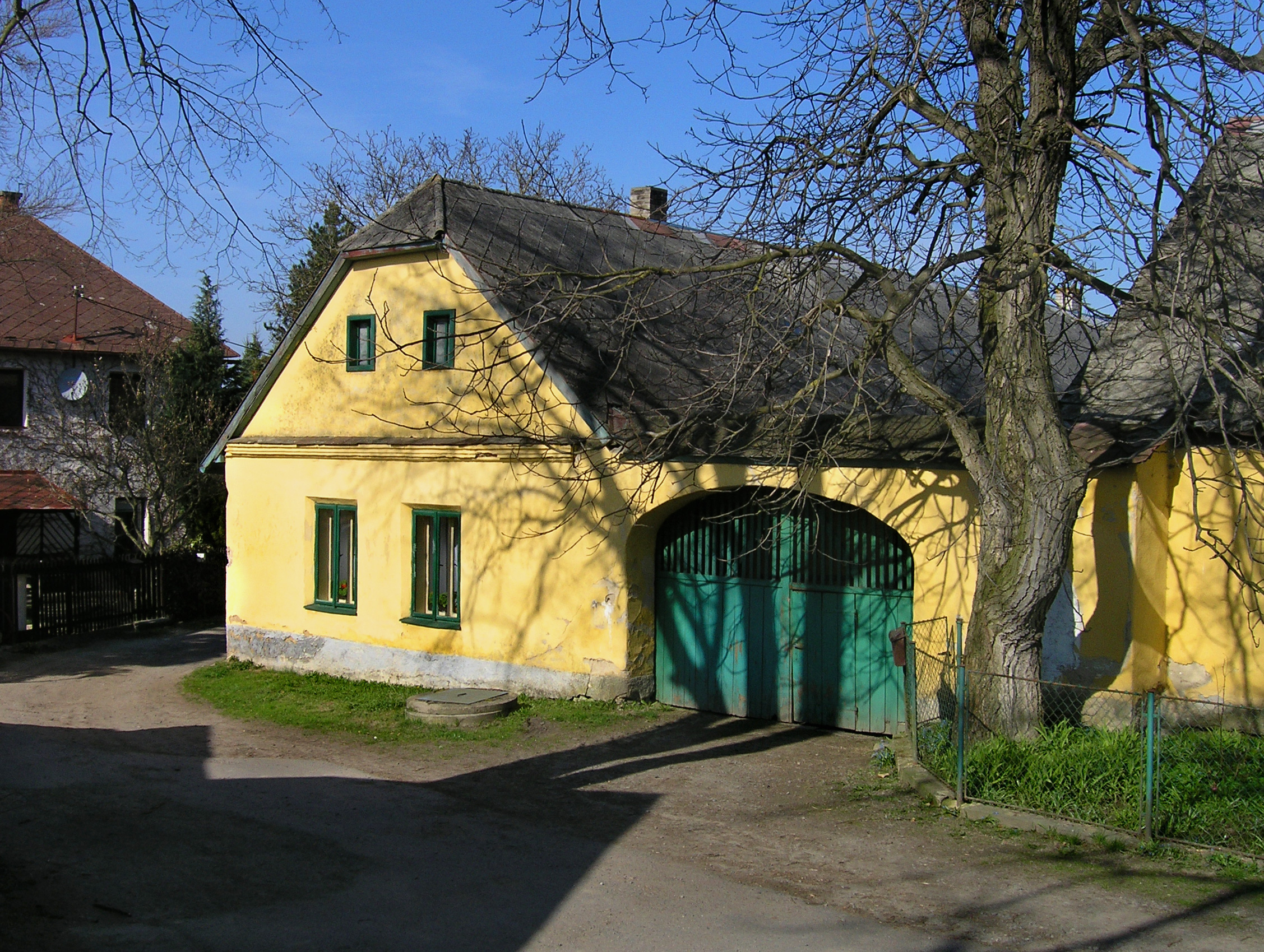
Zabudowania gospodarskie w dzielnicy Dolní Dvůr
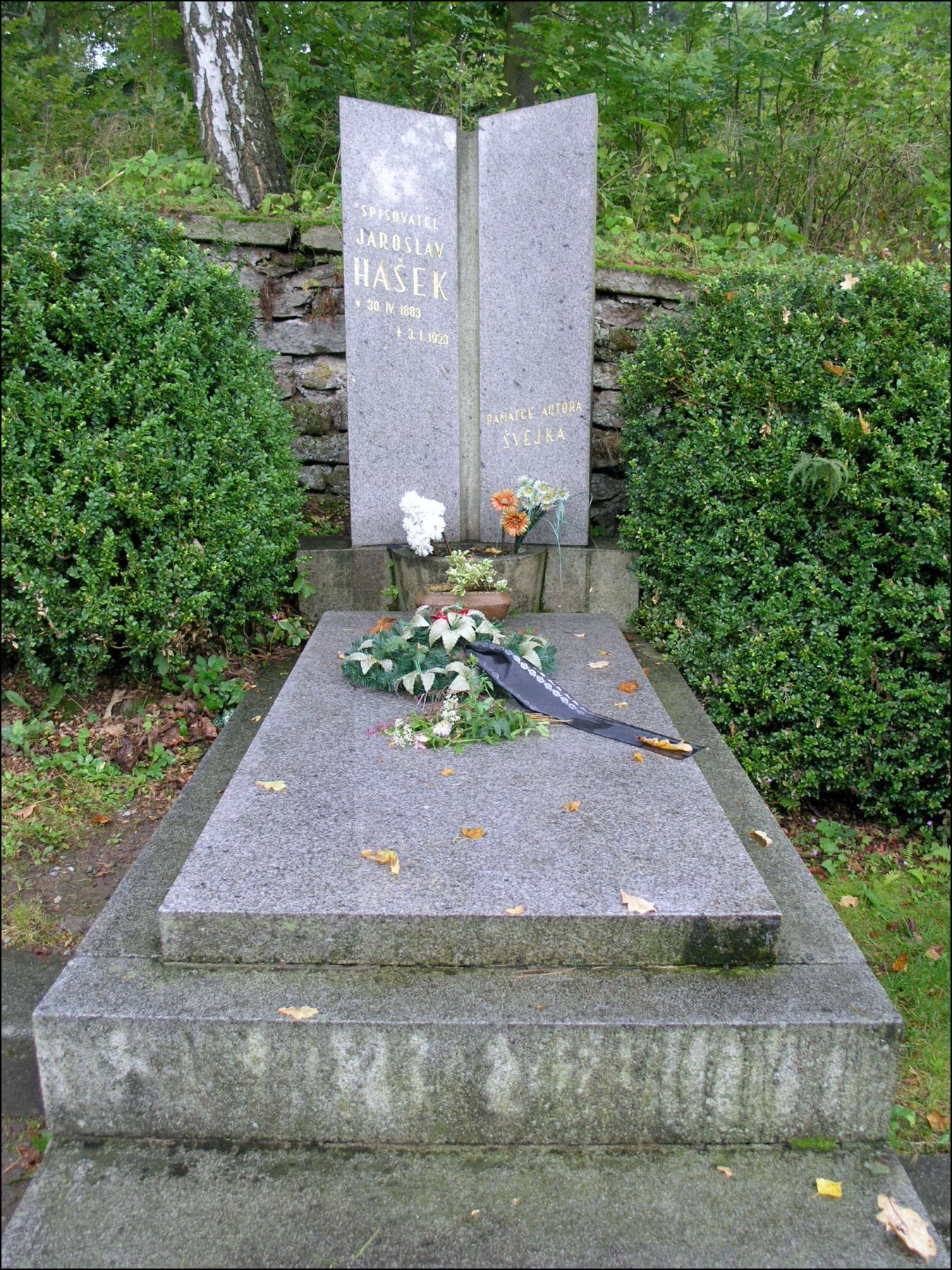
Grób Jaroslava Haška